# Jean-Michel Mazin
Pour les personnes ayant le même patronyme, voir Mazin.
Jean-Michel Mazin, né le 5 avril 1950, est un paléontologue français, directeur de recherche au CNRS.

## Carrière scientifique
D'abord directeur de recherche au CNRS à l’université de Poitiers, Jean-Michel Mazin devient ensuite directeur de recherche au laboratoire paléoenvironnement et paléobiosphère de l'université Claude-Bernard de Lyon.

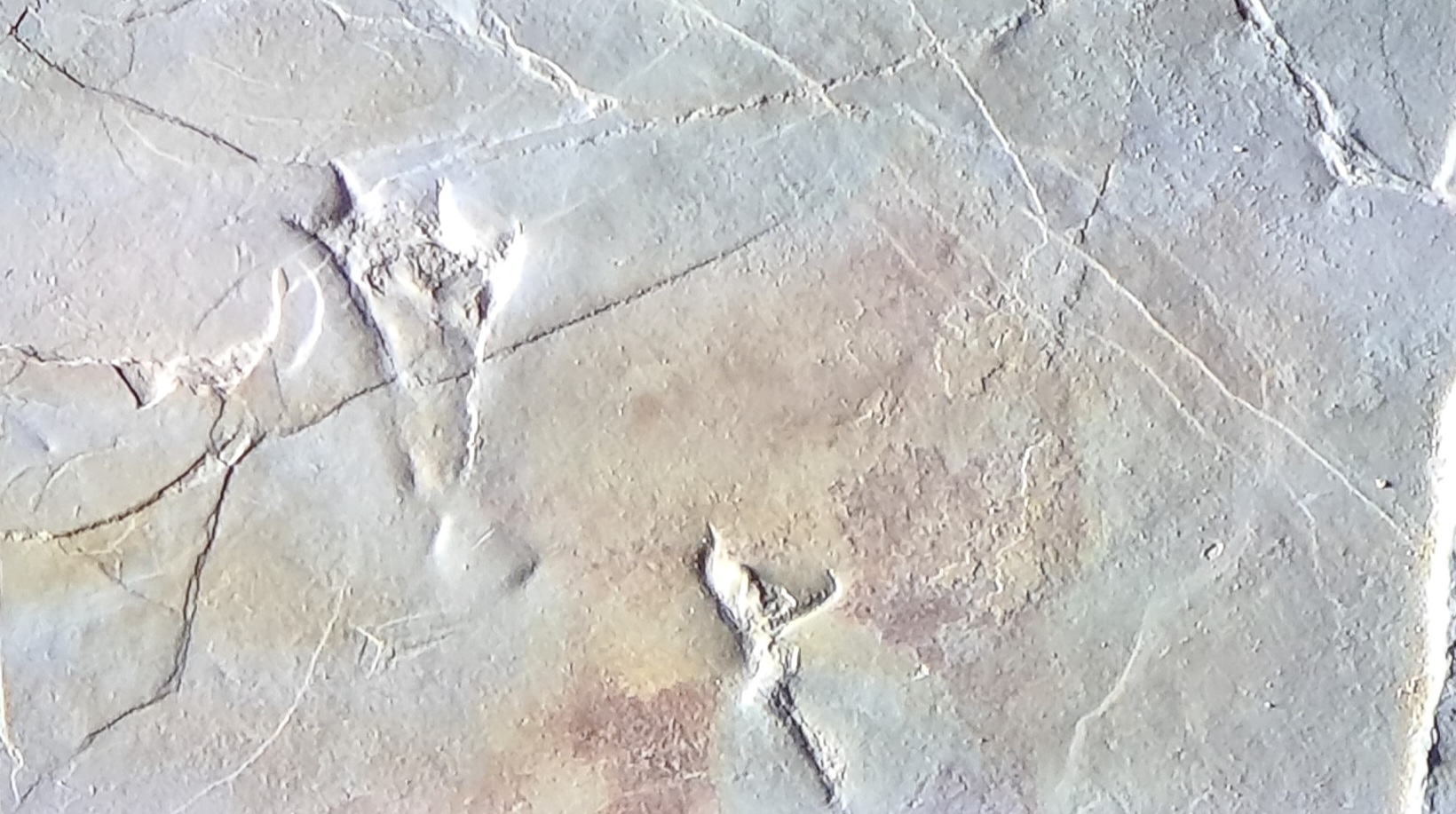
Empreintes sur la plage aux ptérosaures de Crayssac.

À partir de 1995, il mène des fouilles sur la plage aux ptérosaures à Crayssac, près de Cahors, sur le site paléontologique constitué par une plage fossile, vieille de 140 Ma sur laquelle, marée après marée, se sont imprimées les traces d'animaux depuis longtemps disparus. L'équipe travaille souvent de nuit à la lumière rasante des projecteurs pour mieux voir les empreintes,.
De 2002 à 2007, il travaille sur le site paléontologique de Champblanc, à Cherves-Richemont en Charente, lagune tropicale très riche en restes de la période charnière entre le Jurassique et le Crétacé.
De juin 2007 à 2009, à proximité du petit village de Loulle, dans le Jura débutent des fouilles sur un site d'une surface d'environ 3 000 m2, datant de 140 Ma et qui présente plusieurs centaines de traces de pas de sauropodes,.
De 2010 à 2012, en collaboration avec le géologue Pierre Hantzpergue de l'université Claude-Bernard-Lyon-I, il fouille un autre site à empreintes de sauropodes situé sur la commune de Plagne près de Bellegarde.[réf. nécessaire]
En 2011 et 2012, il codirige avec Joane Pouech, Ronan Allain et Jean-François Tournepiche la fouille du site paléontologique d'Angeac en Charente.
En janvier 2020, Jean-Michel Mazin et Joane Pouech publient dans Geobios, revue internationale de paléontologie, la découverte sur le site de la plage aux ptérosaures de trois nouvelles espèces de reptiles marins apparentés à des Rhamphorhynchoidea, à savoir des « ptérosaures anciens avec des ailes tendues de peau », gros comme un rat avec une longue queue,.

## Publications
- Au temps des dinosaures, ill. de Grégoire Soberski, Nathan, coll. « Monde en poche », 1982  (ISBN 2-09-204705-1) ; réimpr. 1990  (ISBN 2-09-230362-7) ; rééd. Nathan, coll. « Monde en poche » relié, ill. de Catherine Gran, 1993  (ISBN 2-09-204449-4)
- Les Dinosaures, ill. de William Fraschini, coll. « Rouge et Or », 1992  (ISBN 2-261-03118-1)
- Le Langage des animaux, ill. de Morgan, Nathan, 1991  (ISBN 2-09-204435-4)
- Le Banquet de l'évolution : théâtre du diamant noir, Poitiers, Espace Mendes-France-Atlantique, 1997
- Platéosaurus et l'histoire des dinosaures, Cercle Girardot, 1992
- Ballades dinosauriennes et brèves de fouilles, éditions Corti, 2020  (ISBN 978-2-7143-1238-9)

### En collaboration
- Histoire de la terre : des origines à nos jours, avec Pierre Avérous[10], ill. de Jean-Baptiste Tournay, Nathan, 1988  (ISBN 2-09-277310-0)
- 1000 réponses, avec Pierre Avérous, François Beautier[11], Pierre Chiesa, ill. de Robert Scouvart, Paris, Nathan, 1988  (ISBN 2-09-283100-3)
- La Fabuleuse Histoire de la terre, avec Fabrice Demeter, éditions Sélection du Reader's Digest, 2001

### Articles
- J.-M. Mazin and J.-P. Billon-Bruyat, « Nouveau dinosaure à Cognac », Pour la science, vol. 306,‎ avril 2003 (lire en ligne)

## Filmographie
- La Plage aux Ptérosaures, documentaire de Pierre Saunier et Jean-Michel Mazin
- Un animal a glissé, documentaire de Gilles Sévastos, avec la voix de François Marthouret et la participation de Jean-Michel Mazin, Paris, SCEREN/CNDP, 1998
- Dans les traces du dinosaure, documentaire de Marie Chevais, avec Patrice Landry, Pierre Hantzpergue, Jean-Michel Mazin et al., Meudon, CNRS images, 2009